# Teenage Dirtbag
«Teenage Dirtbag» es el primer sencillo del grupo estadounidense de pop punk Wheatus en su álbum Wheatus (2000).
Esta canción aparece en la película estadounidense Un perdedor con suerte y tuvo importante éxito en países como Australia, en la que alcanzó el número 1 en las listas durante tres semanas y se proclamó como el segundo sencillo más vendido del año. También fue destacable en las listas del Reino Unido y Alemania, en las que llegó a alcanzar el número 2.
En la versión editada para radio, durante la frase "He brings a gun to school" la palabra "gun" fue eliminada con motivo de la Masacre del instituto Columbine en 1999. Esta "censura" también puede apreciarse en el videoclip.
- Datos: Q1610610